# Ardeny (departament)
Ardeny (fr. Ardennes, wymowaⓘ) – francuski departament, położony w regionie Grand Est. Departament oznaczony jest liczbą 08. Departament został utworzony 4 marca 1790 roku.
Według danych na rok 2010 liczba zamieszkującej departament ludności wynosi 283 250 os. (54 os./km²); powierzchnia departamentu to 5229 km². Ośrodkiem administracyjnym (prefekturą) i największym miastem departamentu jest Charleville-Mézières.
W 2023 roku w skład departamentu wchodziło 449 gmin (lista).

## Miejscowości
Największe miejscowości departamentu (w nawiasach liczba ludności w 2021 roku):

- Charleville-Mézières (46 398)
- Sedan (16 608)
- Rethel (7425)
- Givet (6347)
- Revin (5815)
- Nouzonville (5592)
- Bogny-sur-Meuse (5006)
- Vouziers (4016)
- Villers-Semeuse (3608)
- Vrigne-aux-Bois (3540)
- Fumay (3151)
- Vivier-au-Court (2892)
- Carignan (2810)
- Bazeilles (2365)
- Floing (2285)
- Rocroi (2259)
- Mouzon (2234)
- Nouvion-sur-Meuse (2226)
- Monthermé (2170)
- Douzy (2166)
- Donchery (1989)
- Sault-lès-Rethel (1928)
- Vireux-Wallerand (1894)
- Haybes (1819)
- Flize (1695)
- Aiglemont (1659)
- La Francheville (1657)
- Renwez (1637)
- Balan (1612)
- Montcy-Notre-Dame (1585)